# Campionato mondiale di hockey su ghiaccio femminile 2004
L'8º Campionato mondiale di hockey su ghiaccio femminile è stato assegnato dall'International Ice Hockey Federation al Canada, che lo ha ospitato ad Halifax e a Dartmouth, nel periodo tra il 30 marzo e il 6 aprile 2004. Questa è la quarta volta che il paese nordamericano ha ospitato il Gruppo A femminile dopo le edizioni del 1990, 1997 e 2000. A causa dell'annullamento nell'edizione precedente del Gruppo A in seguito all'epidemia di SARS il numero di squadre salì da 8 a 9, grazie alla promozione della vincitrice della Prima Divisione. Per riequilibrare il numero delle formazioni presenti ciascuna divisione prevede due retrocessioni ed eventualmente una sola promozione.
Per l'ottava volta consecutiva in finale si sono affrontate le nazionali del Canada e degli Stati Uniti, con il successo delle canadesi per 2-0. Al terzo posto è giunta la Finlandia, vincente per 3-2 contro la Svezia.

## Campionato di gruppo A

### Partecipanti
Al torneo prendono parte 9 squadre:
| 5 dall'Europa     | Finlandia | Germania    |
| 5 dall'Europa     | Russia    | Svezia      |
| 5 dall'Europa     | Svizzera  |             |
| 2 dal Nordamerica | Canada    | Stati Uniti |
| 2 dall'Asia       | Cina      | Giappone    |

### Gironi preliminari

#### Girone A
| Halifax 30 marzo 2004, ore 20:00 UTC-4 | Cina | 0 – 11 (0-4; 0-3; 0-4) referto | Canada | Halifax Metro Centre (5.447 spett.) |

| Halifax 31 marzo 2004, ore 20:00 UTC-4 | Germania | 4 – 2 (0-1; 1-1; 3-0) referto | Cina | Halifax Metro Centre (3.507 spett.) |

| Halifax 1º aprile 2004, ore 20:00 UTC-4 | Canada | 13 – 0 (8-0; 3-0; 2-0) referto | Germania | Halifax Metro Centre (7.251 spett.) |

| Pos. |          | PG | V | N | P | GF | GS | DR  | Pt | Accede a |
| 1.   | Canada   | 2  | 2 | 0 | 0 | 24 | 0  | +24 | 4  | Girone D |
| 2.   | Germania | 2  | 1 | 0 | 1 | 4  | 15 | -11 | 2  | Girone E |
| 3.   | Cina     | 2  | 0 | 0 | 2 | 2  | 15 | -13 | 0  | Girone F |

#### Girone B
| Halifax 30 marzo 2004, ore 16:00 UTC-4 | Svizzera | 1 – 9 (1-1; 0-4; 0-4) referto | Stati Uniti | Halifax Metro Centre (4.900 spett.) |

| Halifax 31 marzo 2004, ore 16:00 UTC-4 | Russia | 2 – 1 (1-0; 1-0; 0-1) referto | Svizzera | Halifax Metro Centre (3.274 spett.) |

| Halifax 1º aprile 2004, ore 16:00 UTC-4 | Stati Uniti | 8 – 0 (2-0; 2-0; 4-0) referto | Russia | Halifax Metro Centre (6.185 spett.) |

| Pos. |             | PG | V | N | P | GF | GS | DR  | Pt | Accede a |
| 1.   | Stati Uniti | 2  | 2 | 0 | 0 | 17 | 1  | +16 | 6  | Girone D |
| 2.   | Russia      | 2  | 1 | 0 | 1 | 2  | 9  | -7  | 3  | Girone E |
| 3.   | Svizzera    | 2  | 0 | 0 | 2 | 2  | 11 | -9  | 0  | Girone F |

#### Girone C
| Dartmouth 30 marzo 2004, ore 18:00 UTC-4 | Giappone | 2 – 8 (0-2; 2-4; 0-2) referto | Svezia | Dartmouth Sportsplex (1.238 spett.) |

| Dartmouth 31 marzo 2004, ore 18:00 UTC-4 | Finlandia | 1 – 0 (1-0; 0-0; 0-0) referto | Giappone | Dartmouth Sportsplex (1.221 spett.) |

| Dartmouth 1º aprile 2004, ore 18:00 UTC-4 | Svezia | 2 – 2 (2-0; 0-1; 0-1) referto | Finlandia | Dartmouth Sportsplex (1.412 spett.) |

| Pos. |           | PG | V | N | P | GF | GS | DR | Pt | Accede a |
| 1.   | Svezia    | 2  | 1 | 1 | 0 | 10 | 4  | +6 | 3  | Girone D |
| 2.   | Finlandia | 2  | 1 | 1 | 0 | 3  | 2  | +1 | 3  | Girone E |
| 3.   | Giappone  | 2  | 0 | 0 | 2 | 2  | 9  | -7 | 0  | Girone F |

### Seconda Fase
Nella seconda fase le squadre giunte prime nei rispettivi gironi si sono scontrate in un altro girone da tre squadre, e lo stesso è successo per le seconde e le terze di ciascun raggruppamento. Le prime due squadre del girone D (quello delle prime classificate) accedono alla finale per il primo posto, mentre la terza del girone D affronta la prima del girone E per la medaglia di bronzo. Infine nel girone F le ultime due squadre vengono retrocesse in Prima Divisione.

#### Girone D (1º-3º posto)
| Halifax 3 aprile 2004, ore 16:10 UTC-4 | Canada | 1 – 3 (1-2; 0-1; 0-0) referto | Stati Uniti | Halifax Metro Centre (8.505 spett.) |

| Halifax 4 aprile 2004, ore 19:30 UTC-4 | Svezia | 1 – 7 (1-0; 0-4; 0-3) referto | Canada | Halifax Metro Centre (5.816 spett.) |

| Halifax 5 aprile 2004, ore 19:30 UTC-4 | Stati Uniti | 9 – 2 (3-1; 1-1; 5-0) referto | Svezia | Halifax Metro Centre (5.976 spett.) |

| Pos. |             | PG | V | N | P | GF | GS | DR  | Pt |
| 1.   | Stati Uniti | 2  | 2 | 0 | 0 | 12 | 3  | +9  | 4  |
| 2.   | Canada      | 2  | 1 | 0 | 1 | 8  | 4  | +4  | 2  |
| 3.   | Svezia      | 2  | 0 | 0 | 2 | 3  | 16 | -13 | 0  |

#### Girone E (4º-6º posto)
| Halifax 3 aprile 2004, ore 20:00 UTC-4 | Germania | 2 – 4 (0-1; 2-2; 0-1) referto | Russia | Halifax Metro Centre (4.144 spett.) |

| Halifax 4 aprile 2004, ore 16:00 UTC-4 | Finlandia | 4 – 0 (2-0; 1-0; 1-0) referto | Germania | Halifax Metro Centre (6.599 spett.) |

| Halifax 5 aprile 2004, ore 16:00 UTC-4 | Russia | 1 – 2 (1-0; 0-2; 0-0) referto | Finlandia | Halifax Metro Centre (5.976 spett.) |

| Pos. |           | PG | V | N | P | GF | GS | DR | Pt |
| 4.   | Finlandia | 2  | 2 | 0 | 0 | 6  | 1  | +5 | 4  |
| 5.   | Russia    | 2  | 1 | 0 | 1 | 5  | 4  | +1 | 2  |
| 6.   | Germania  | 2  | 0 | 0 | 2 | 2  | 8  | -6 | 0  |

#### Girone F (7º-9º posto)
| Dartmouth 3 aprile 2004, ore 18:00 UTC-4 | Cina | 6 – 3 (2-1; 3-1; 1-1) referto | Svizzera | Dartmouth Sportsplex (1.197 spett.) |

| Dartmouth 4 aprile 2004, ore 18:00 UTC-4 | Giappone | 2 – 5 (0-2; 0-1; 2-2) referto | Cina | Dartmouth Sportsplex (1.205 spett.) |

| Dartmouth 5 aprile 2004, ore 18:00 UTC-4 | Svizzera | 4 – 0 (0-0; 1-0; 3-0) referto | Giappone | Dartmouth Sportsplex (996 spett.) |

| Pos. |          | PG | V | N | P | GF | GS | DR | Pt |
| 7.   | Cina     | 2  | 2 | 0 | 0 | 11 | 5  | +6 | 4  |
| 8.   | Svizzera | 2  | 1 | 0 | 1 | 7  | 6  | +1 | 2  |
| 9.   | Giappone | 2  | 0 | 0 | 2 | 2  | 9  | -7 | 0  |

### Finale per il 3º posto
| Halifax 6 aprile 2004, ore 16:00 UTC-4 | Finlandia | 3 – 2 (1-0; 1-2; 1-0) referto | Svezia | Halifax Metro Centre (5.111 spett.) |

### Finale
| Halifax 6 aprile 2004, ore 20:10 UTC-4 | Stati Uniti | 0 – 2 (0-0; 0-1; 0-1) referto | Canada | Halifax Metro Centre (10.506 spett.) |

### Classifica marcatori
| Giocatrice         | PG | G | A | Pt | +/- | MP |
| ------------------ | -- | - | - | -- | --- | -- |
| Jennifer Botterill | 5  | 3 | 8 | 11 | +8  | 0  |
| Natalie Darwitz    | 5  | 7 | 3 | 10 | +7  | 2  |
| Jayna Hefford      | 5  | 7 | 3 | 10 | +6  | 2  |
| Caroline Ouellette | 5  | 3 | 6 | 9  | +10 | 0  |
| Krissy Wendell     | 4  | 4 | 3 | 7  | +7  | 0  |
| Angela Ruggiero    | 5  | 2 | 5 | 7  | +9  | 2  |
| Danielle Goyette   | 5  | 2 | 5 | 7  | +7  | 6  |
| Cherie Piper       | 5  | 1 | 6 | 7  | +7  | 4  |
| Jenny Potter       | 5  | 3 | 3 | 6  | +6  | 4  |
| Katie King         | 5  | 2 | 4 | 6  | +6  | 2  |

### Classifica portieri
| Giocatrice         | Min    | TC  | GS | SO | MGS  | Sv%   |
| ------------------ | ------ | --- | -- | -- | ---- | ----- |
| Kim St-Pierre      | 179:44 | 62  | 3  | 3  | 1.00 | 95.16 |
| Pam Dreyer         | 158:39 | 56  | 4  | 0  | 1.51 | 92.86 |
| Chanda Gunn        | 139:18 | 28  | 2  | 2  | 0.86 | 92.86 |
| Florence Schelling | 166:14 | 66  | 5  | 1  | 1.80 | 92.42 |
| Heidi Wiik         | 240:00 | 146 | 64 | 1  | 1.25 | 92.19 |

### Classifica finale
| Pos | Squadra     |
| --- | ----------- |
| 1   | Canada      |
| 2   | Stati Uniti |
| 3   | Finlandia   |
| 4   | Svezia      |
| 5   | Russia      |
| 6   | Germania    |
| 7   | Cina        |
| 8   | Svizzera    |
| 9   | Giappone    |

| Promossa nel Gruppo A:         | Kazakistan        |
| Retrocesse in Prima Divisione: | Svizzera Giappone |

#### Riconoscimenti
Riconoscimenti individuali
| Premio                   | Giocatrice         |
| ------------------------ | ------------------ |
| Miglior giocatrice (MVP) | Jennifer Botterill |
| Miglior portiere         | Kim St-Pierre      |
| Miglior difensore        | Angela Ruggiero    |
| Miglior attaccante       | Jayna Hefford      |

## Prima Divisione
Il Campionato di Prima Divisione si è svolto in un unico girone all'italiana a Ventspils, in Lettonia, fra il 14 e il 20 marzo 2004:
| Pos. |                | PG | V | N | P | GF | GS | DR  | Pt |
| 1.   | Kazakistan     | 5  | 4 | 1 | 0 | 15 | 4  | +11 | 9  |
| 2.   | Rep. Ceca      | 5  | 3 | 1 | 1 | 19 | 11 | +8  | 7  |
| 3.   | Lettonia       | 5  | 3 | 1 | 1 | 18 | 15 | +3  | 7  |
| 4.   | Francia        | 5  | 1 | 2 | 2 | 14 | 13 | +1  | 4  |
| 5.   | Norvegia       | 5  | 1 | 1 | 3 | 18 | 17 | +1  | 3  |
| 6.   | Corea del Nord | 5  | 0 | 0 | 5 | 5  | 29 | -24 | 0  |

| Promossa nel Gruppo A:           | Kazakistan              |
| Retrocessa in Seconda Divisione: | Norvegia Corea del Nord |

## Seconda Divisione
Il Campionato di Seconda Divisione si è svolto in un unico girone all'italiana a Vipiteno, in Italia, fra il 14 e il 20 marzo 2004:
| Pos. |             | PG | V | N | P | GF | GS | DR  | Pt |
| 1.   | Danimarca   | 5  | 4 | 1 | 0 | 24 | 7  | +17 | 9  |
| 2.   | Italia      | 5  | 4 | 0 | 1 | 24 | 7  | +17 | 8  |
| 3.   | Slovacchia  | 5  | 3 | 1 | 1 | 28 | 7  | +21 | 7  |
| 4.   | Paesi Bassi | 5  | 2 | 0 | 3 | 8  | 14 | -6  | 4  |
| 5.   | Australia   | 5  | 1 | 0 | 4 | 6  | 32 | -26 | 2  |
| 6.   | Regno Unito | 5  | 0 | 0 | 5 | 6  | 29 | -23 | 0  |

| Promossa in Prima Divisione:   | Slovacchia            |
| Retrocesse in Terza Divisione: | Australia Regno Unito |

## Terza Divisione
Il Campionato di Terza Divisione si è svolto in un unico girone all'italiana a Maribor, in Slovenia, fra il 21 e il 28 marzo 2004:
| Pos. |               | PG | V | N | P | GF | GS | DR  | Pt |
| 1.   | Austria       | 5  | 5 | 0 | 0 | 35 | 4  | +31 | 10 |
| 2.   | Slovenia      | 5  | 4 | 0 | 1 | 28 | 8  | +20 | 8  |
| 3.   | Ungheria      | 5  | 3 | 0 | 2 | 15 | 20 | -5  | 6  |
| 4.   | Belgio        | 5  | 2 | 0 | 3 | 13 | 19 | -6  | 4  |
| 5.   | Romania       | 5  | 1 | 0 | 4 | 4  | 21 | -17 | 2  |
| 6.   | Corea del Sud | 5  | 0 | 0 | 5 | 7  | 30 | -23 | 0  |

| Promossa in Seconda Divisione:  | Austria               |
| Retrocesse in Quarta Divisione: | Romania Corea del Sud |